# سوزاندن مرده شریر
سوزاندن مرده شریر (انگلیسی: Evil Dead Burn) یک فیلم ترسناک فراطبیعی آمریکایی است به کارگردانی سباستین وانیچک و نویسندگی مشترک او و فلوران برنارد است. در این فیلم سهیلا یعقوب، هانتر دوهان، لوسیان بیوکنن و تندی رایت به ایفای نقش پرداخته‌اند. این اثر، سومین فیلم مستقل در مجموعه ظهور مرده شریر (۲۰۲۳) و ششمین قسمت از سری فیلم‌های مرده شریر به‌شمار می‌آید.

## بازیگران
- سهیلا یعقوب
- هانتر دوهان
- لوسیان بیوکنن
- تندی رایت

## تولید
در فوریه ۲۰۲۴ اعلام شد که یک فیلم اسپین آف از ظهور مرده شریر در دست توسعه است. سباستین وانیچک برای کارگردانی این فیلم قرارداد بست و فیلم‌نامهٔ آن با فلوران برنارد مشترکاً نوشت. سم ریمی، سازندهٔ مجموعه، پس از تحت تأثیر قرار گرفتن از اولین تجربه کارگردانی وانیچک با فیلم Infested، او را برای این پروژه استخدام کرد. ریمی و رابرت تاپرت به‌عنوان تهیه‌کننده از طریق شرکت گاست هاوس پیکچرز فعالیت می‌کنند و بروس کمبل و لی کرونین نیز به‌عنوان تهیه‌کنندگان اجرایی در این پروژه حضور دارند.
در مه ۲۰۲۵، سهیلا یعقوب به‌عنوان بازیگر اصلی فیلم معرفی شد و تولید فیلم با سرمایه مشترک شرکت‌های نیو لاین سینما و سونی پیکچرز انجام می‌شود. در اواخر همان ماه، هانتر دوهان، لوسیان بیوکنن و تندی رایت نیز به جمع بازیگران اضافه شدند.

### فیلم‌برداری
فیلم‌برداری اصلی در نیوزیلند از ۲۲ ژوئیه ۲۰۲۵ آغاز شد و فیلیپ لوزانو به‌عنوان فیلم‌بردار پروژه فعالیت می‌کند.

## انتشار
سوزاندن مرده شریر قرار است در ۲۴ ژوئیه ۲۰۲۶ در سینماهای ایالات متحده اکران شود. وارنر برادرز پیکچرز مسئول اکران داخلی فیلم است و سونی پیکچرز توزیع بین‌المللی را در تمام مناطق به‌جز بریتانیا و فرانسه بر عهده دارد. در بریتانیا و فرانسه توزیع فیلم به‌ترتیب توسط استودیو کانال و متروپولیتن فیلم‌اکسپورت انجام خواهد شد.